# 善阿
善阿（ぜんな、生没年不詳）は、鎌倉時代後期の僧・連歌師。京都七条道場金光寺（時宗）の僧と伝えられる。

## 略歴
救済（ぐさい）・順覚などの地下（じげ）の連歌師の指導者であったようで、准勅撰集「菟玖波集」に多くの句が入集するなど当時名声を集めていた。「連歌本式」と呼ばれる連歌式目の制定にもかかわっていた。善阿の句風は「万葉集」を基調としていたことから古風と評され、次の時代の連歌師指導者で門弟であった救済には受け入れられなかった。